# Paul Di'Anno
Paul Andrews (født 17. maj 1958, i Chingford, Essex, død 21. oktober 2024), bedre kendt som Paul Di'Anno, var forsanger i bandet Iron Maiden fra 1978 til 1981.
Efter sin karriere i Iron Maiden, var Di'Anno med på en lang række albums, både som soloartist og som medlem af blandt andre Gogmagog, Di'Anno, Battlezone, Praying Mantis og Killers.
I midten af 1990'erne gik der rygter om at Di'Anno ville vende tilbage til Iron Maiden (efter Bruce Dickinson, som forlod bandet i 1993), men rygterne var ikke holdbare, idet Maiden hyrede den tildligere Wolfsbane vokalist Blaze Bayley, inden de genforenedes med Bruce Dickinson i 1999.
I 2000 flyttede Di'Anno til Curitiba, Brasilien, hvor han mødte sin eks-kone.
I 2001 flyttede han til São Paulo, Brasilien, og udgav i 2006 sit soloalbum Living Dead. Han var efterfølgende involveret i flere konstellationer.

## Diskografi

### Solo
- The World's First Iron Man (1997)
- As Hard as Iron (1997)
- Beyond the Maiden (Compilation, 1999)
- The Masters (Compilation, 1999)
- The Beast (Live, 2001)
- The Beast in the East (Live, 2003 DVD)
- The Living Dead (2006)
- The Maiden Years – The Classics (opsamling, 2006)
- Iron Maiden Days & Evil Nights (opsamling, 2007)
- Wrathchild – The Anthology (opsamling, 2012)
- The Beast Arises (DVD, 2014)
- Hell Over Waltrop – Live In Germany, Recorded in 2006)  (Live, 2020)
- The Book of the Beast (CD+DVD compilation with unreleased tracks, 2024)[2]

### Iron Maiden
- The Soundhouse Tapes (1979)
- Iron Maiden (1980)
- Live!! +one (1980)
- Killers (1981)
- Live at the Rainbow (1981)
- Maiden Japan (1981)
- 12 Wasted Years (1987)
- The First Ten Years (From There to Eternity) (1990)
- Best of the Beast (1996)
- Ed Hunter (1999)
- BBC Archives (2002)
- Best of the 'B' Sides (2002)
- The History of Iron Maiden – Part 1: The Early Days (2004)
- The Essential Iron Maiden (2005)

### Di'Anno
- Live at the Palace (VHS, 1984)
- Di'Anno (1984)
  - "Flaming Heart" (1984)
  - "Heartuser" (1984)
- Nomad (2000)
- Live at the Palace, recorded in 1984 (DVD, 2005)
- The Book of the Beast (2024)

### Battlezone
- Fighting Back (1986)
- Children of Madness (1987)
- Warchild (Compilation 1988)
- Feel My Pain (1998)
- Cessation of Hostilities (opsamling med tre studiealbum som Battlezone havde udgivet + Children of madness demo tracks og et nyt livenummer, 2001)
- The Fight Goes On (bokssæt inklusive tre Battlezone studiealbums, 2008)
- Paul Di’Anno’s Battlezone: Killers In The Battlezone (1986-2000) (3 CD Box Set, 2022)

### Killers a.k.a. Paul Di' Anno & Killers
- Murder One (1992)
- South American Assault Live (1994) (optaget sommeren, 1993)
- Menace to Society (1994)
- Live (1997)
- New Live & Rare (1998)
- Killers Live at the Whiskey (2001) (Recorded Whisky a Go Go, Los Angeles, 2000)
- Screaming Blue Murder – The Very Best of Paul Di'Anno's Killers (2002)

### Gogmagog
- I Will Be There EP (1985)

### Dennis Stratton
- The Original Iron Men (1995)
- The Original Iron Men 2 (1996)
- Hard As Iron (compilation) (1996)

### Praying Mantis & Paul Di'Anno, Dennis Stratton
- Live at Last (1991) (Recorded at Nakano Sunplaza, Tokyo, 18 April 1990)

### The Almighty Inbredz
- The Almighty Inbredz (1999)

### Architects of Chaoz
- League of shadows (2015)

### På opsamlingsalbum
- Metal for Muthas (with Iron Maiden, 1980)
- Kaizoku (1989, Song: "Danger on the Street II")
- All Stars Featuring The Best Of British Heavy Metal & Heavy Rock Musicians (1991, Sang "She is danger")
- True Brits (1993)
- True Brits 2 (1994)
- True Brits 3 (1995)
- Rock Hard Hard Rock (1994, Sange: "No Repair", "She goes down")
- X-Mas: The Metal Way (1994)
- Killer Voices (1995)
- Metal Monsters (1996)
- Metal Christmas a.k.a. The 21st Century Rock Christmas Album (1996, Sang: "Another Rock and Roll Christmas")
- Hard 'n' Heavy Rock (2001, Sang: "Lights Out")
- Wacken Rocks (2001, Sang: "Wrathchild (live)")
- Classic Rock, Classic Rockers (2002)
- Metal Masters – Killers (2005, Sang: "Killers")
- Rock Hard – Das Festival (2007, Sang: "Prowler (live)")
- The Many Faces of Iron Maiden – Journey Through The Inner World of Iron Maiden (2016)

### På hyldest albums
- In The Name Of Satan – A Tribute To Venom (1998) (med Killers: "Black Metal")
- 666 The Number One Beast (Iron Maiden Tribute) (1999)
- 666 The Number One Beast Volume 2 (Iron Maiden Tribute) (1999)
- The Maiden Years (Iron Maiden Tribute) (2000)
- Gimme all your Top (ZZ Top Tribute) (2000) (sang: "Sleeping Bag")
- The Boys are back (Thin Lizzy Tribute) (2000) (sang: "Killer On the Loose")
- Only UFO can rock me (UFO Tribute) (2001) (sang: Shoot Shoot)
- Another Hair of the Dog (Nazareth Tribute) (2001) (sange: "Hair Of The Dog" and "Broken Down Angel")
- Hangar de Almas: Tributo A Megadeth (2005) (sang: "Symphony Of Destruction")
- Numbers from the Beast – An All Stars Tribute to Iron Maiden (2005) (sang: "Wrathchild")
- World's Greatest Metal – Tribute to Led Zeppelin (2006) (sang: "Kashmir")
- An '80s Metal Tribute to Van Halen (2006) (sang: "Ain't Talkin' 'Bout Love")
- A Tribute to The Rolling Stones (2007) (sange: "I Wanna Be Your Man" and "Jumpin' Jack Flash")
- Top Musicians Play The Rolling Stones (2010) (sang: "Paint It Black")
- Thriller – A Metal Tribute To Michael Jackson (2013) (sang: "Bad")
- Tribute to Rod Stewart and The Faces II (2015) (sange: "Hot Legs" and "Cindy Incidentally")

### Gæsteoptræden
- English Steel: Start 'em young (1993, Song: "She goes down")
- English Steel: Lucky Streak Vol. II (1994, Songs: "Danger", "Dirty")
- Aciarium: The Heavy Metal Superstars (1996)
- Re-Vision: Longevity (2001) (sang: "Larvae")
- Spearfish: Back, for the Future (2003) (sang: "Justice In Ontario")
- Destruction: Inventor of Evil (2005) (sang: "The Alliance of Hellhoundz")
- Michael Schenker Group: Heavy Hitters (2005) (sang: "Hair Of The Dog")
- Ira: Gloria Eterna (2008) (sang: "Marshall Lockjaw")
- Mantra: Building: Hell (2010) (sang: "Master Of My Life")
- Sotajumala/Deathchain: Split CD (2010) (Sotajumala, Song: "Prowler")
- Attick Demons: Atlantis (2011, Song: "Atlantis")
- Legions Of Crows: Stab Me (2011) (sang: "Coventry Carol")
- Så Jävla Metal: The History of Swedish Hard Rock and Heavy Metal (2011 Film) (sang: "Så Jävla Metal")
- Wolfpakk: Wolfpakk (2011)[3] (sang: "The Crow")
- Prassein Aloga: Midas Touch (2011, "See the Bodies" und "Flesh of Life")[4]
- Layla Milou: Reborn (2012) (sang: "You Own Control")
- Scelerata: The Sniper (2012) (gæstevokal. sangskriver, komponist)
- Rushmore: Kingdom Of Demons (2013)
- Red Dragon Cartel: Wasted (2014)
- Hollywood Monsters: Big Trouble (2014, bonus track: "Fuck you all")
- Odium: The Science Of Dying (2014) (sang: "Die With Pride")
- Turbo: In the Court of the Lizard (2014) (sang: "Breaking the Law")
- Maiden United: Remembrance (2015) (sang: "Prowler")
- Mikael Fassberg: Lazy Sunday (2015)
- Coffee Overdrive: Rocket L(A)unch (2015) (sang: "To The Top")
- United Artists Against Terrorism: Heroes (2016)
- Ibridoma: December (2016) (sang: "I'm a Bully")
- Zix: Tides of the Final War (2016) (sang: "Metal Strike")
- Mikael Fassberg: All or Nothing (2017)
- AirForce (UK): Black Box Recordings Volume 2 (2018) (sang: "Sniper")
- AirForce (UK): Strike Hard (2022) (sang: "Don't Look in Her Eyes")
- Warhorse: Stop the War / The Doubt Within (2022, Single) (sang: "Stop the War")
- Warhorse: Warhorse (2023, Single) (sang: "Warhorse")